# Liebfrauenkirche (Holzwickede)

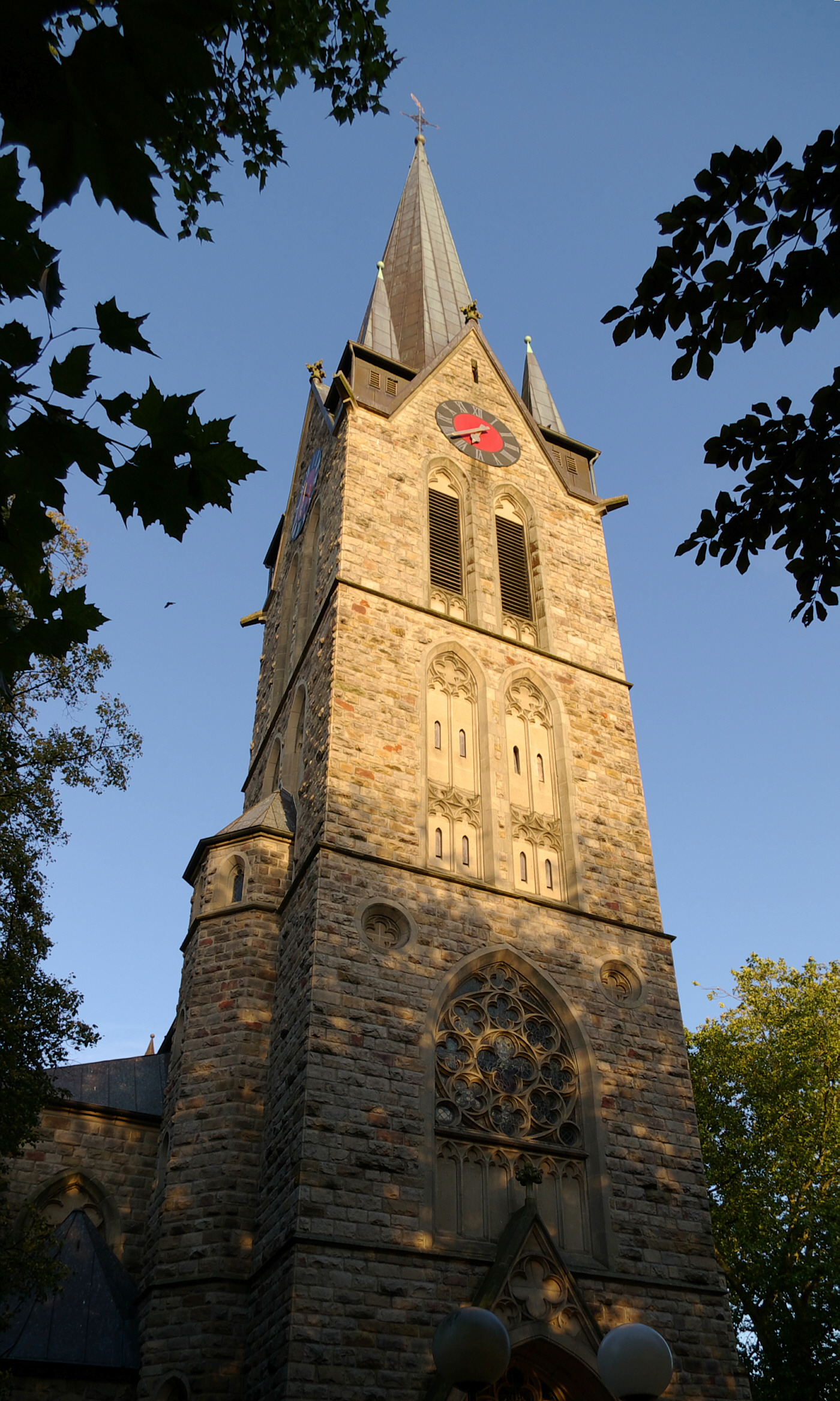
Der Turm der Liebfrauenkirche

Die Liebfrauenkirche ist ein seit 1984 unter Denkmalschutz gestelltes römisch-katholisches Kirchengebäude an der Hauptstraße 51 in Holzwickede, einer Gemeinde im Kreis Unna in Nordrhein-Westfalen. Sie gehört zur katholischen Pfarrgemeinde "Heiliger Franziskus" Holzwickede.

## Architektur der Kirche

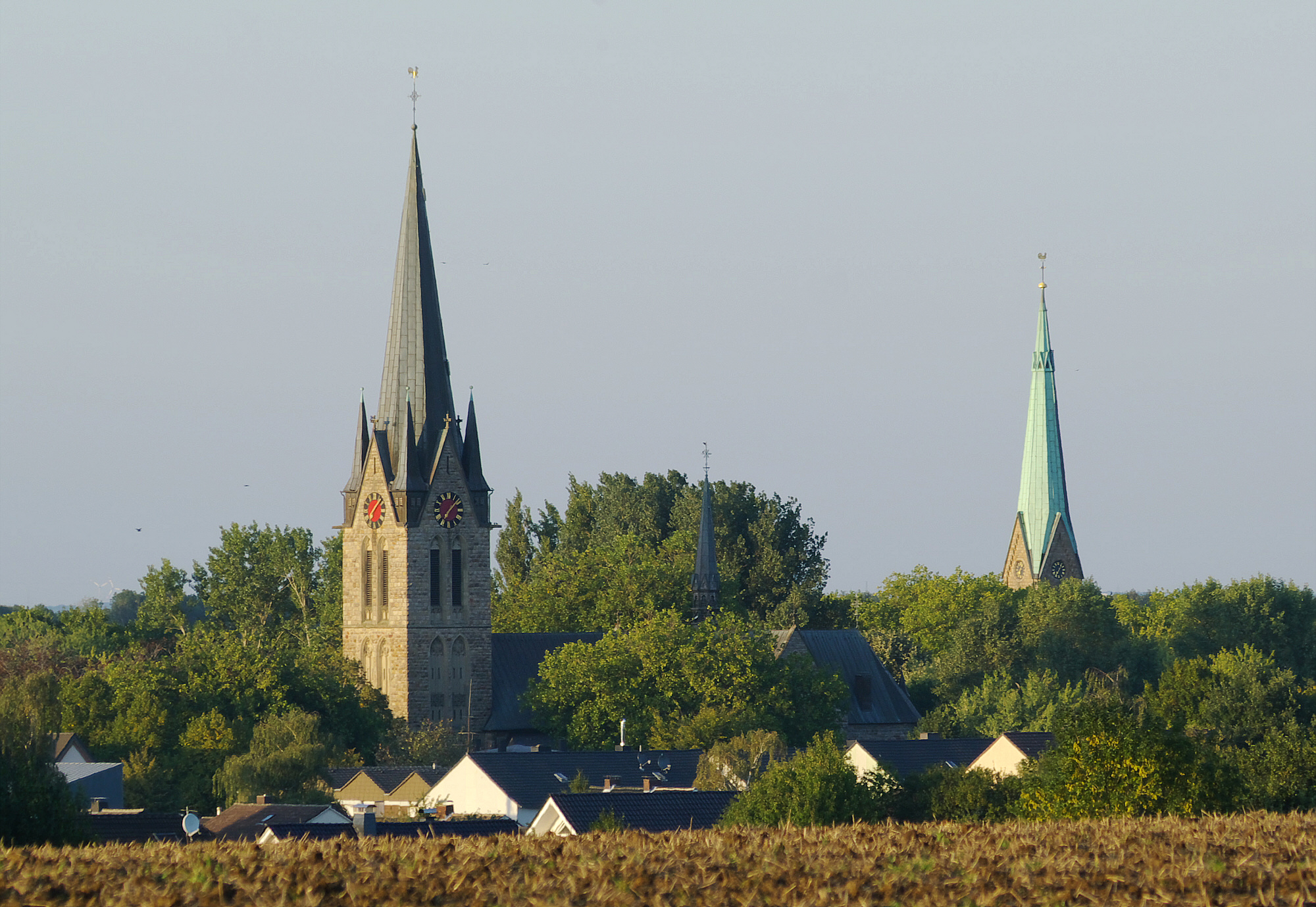
Die Liebfrauenkirche (Bildmitte) mit dem Turm der ev. Kirche (rechts)

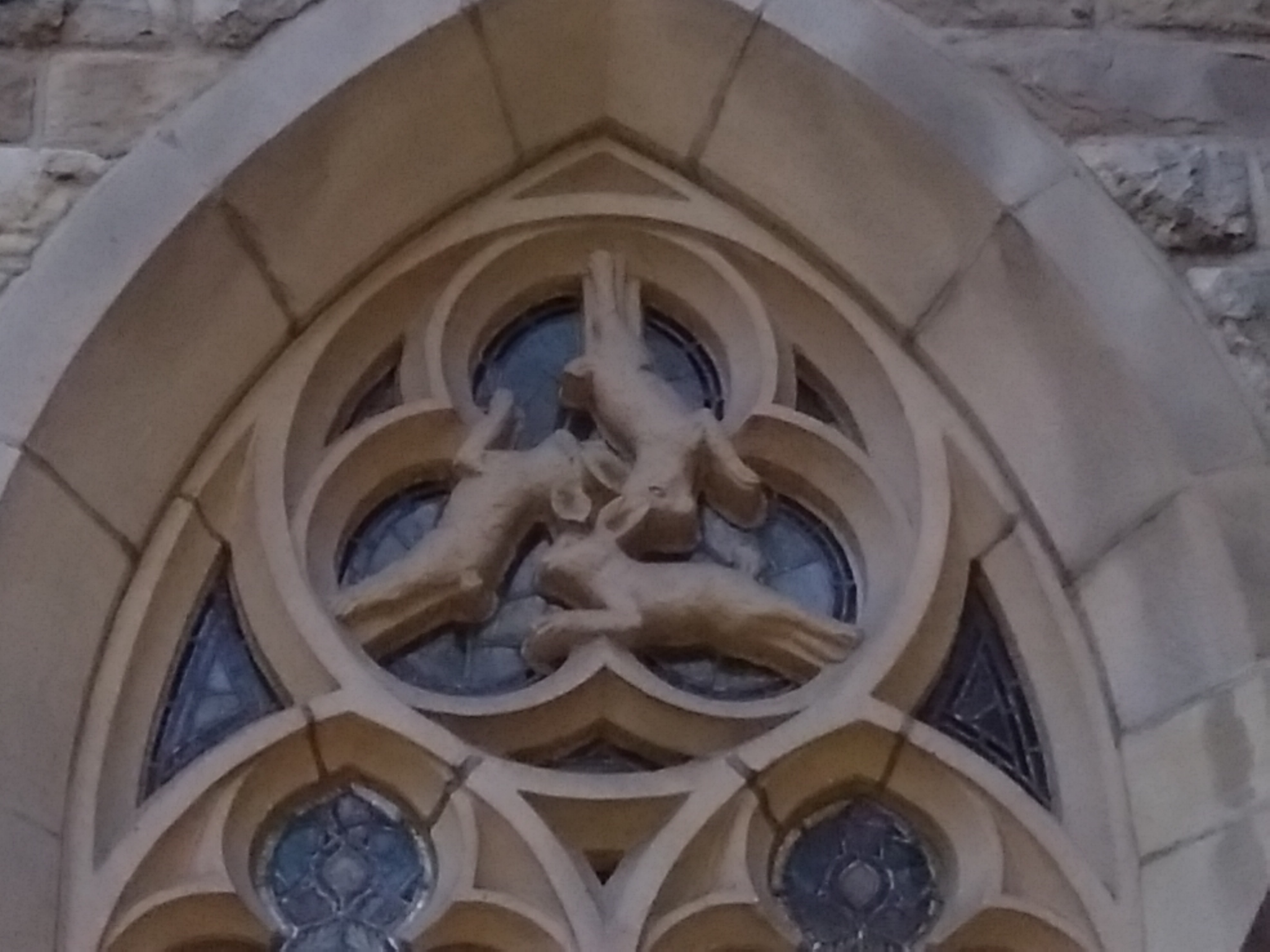
Detailansicht des Dreihasenfensters an der Liebfrauenkirche in Holzwickede

Die dreischiffige neugotische Hallenkirche besteht aus einem relativ kurzen Langhaus und einem kurz hervorstehenden Querhaus. Der Chor mit 5⁄8-Schluss  zeigt zur Ostseite. An der Apsis der Kirche befindet sich der Grundstein. Auf dem Stein steht die lateinische Inschrift: ANNO DOMINI 1903 übersetzt: Im Jahre des Herrn 1903. Sehr dominierend und von weitem sichtbar ist der Westturm. Er ist quadratisch und besteht aus insgesamt vier Etagen. Über den Schallluken befindet sich die Turmuhr mit abschließenden Giebeldreiecken und Ecktürmchen. Darauf folgt ein achteckiger, mit Kupferblech gedeckter Turmhelm mit Kugel, Turmkreuz und Wetterhahn. Die Gesamthöhe des Turms beträgt 62,89 Meter. Auf dem Schnittpunkt des Dachfirst von Lang- und Querhaus befindet sich ein Dachreiter. Im nördlichen Seitenschiff der Kirche befindet sich die Herz-Jesu Kapelle.
An der südlichen Turmseite befindet sich ein Drei-Hasen-Fenster.

## Die Geschichte der Kirche
Wegen der durch die Industrialisierung sprunghaft ansteigenden Bevölkerungszahl in Holzwickede sowie der Entfernung zur Stephanuskirche in Opherdicke richtete man 1885 einen ersten Kirchenraum in der Aloysiusschule ein, wo man einen Klassenraum im rechten Erdgeschoss zur Notkirche umbaute und erweiterte. Doch dieser erwies sich schon bald als zu klein.
Im Jahr 1895 beschloss man den Bau einer eigenen größeren Kirche. Die Liebfrauenkirche wurde 1903–1904 als neugotische Hallenkirche mit Pfarrhaus nach Entwurf des Bochumer Architekten Hermann Wielers errichtet. Das Baugeschäft Gockel & Niebuhr aus Bochum wurde mit der Bauausführung beauftragt. Zum Bau der Kirche verwendete man Ruhrsandstein aus den Holzwickeder und Westhofener Steinbrüchen. Die Grundsteinlegung erfolgte am 9. Juni 1903. Am 13. November 1904 wurde die Kirche nach nur eineinhalb Jahren Bauzeit eingeweiht.

## Innenausstattung der Kirche
Auf der Empore über dem Vorraum steht die eindrucksvolle Orgel aus dem Jahr 1996 mit dem dahinterliegenden Christusfenster. Im Zentrum des Vorraumes befindet sich ein ehemaliges Taufbecken aus rotem Marmor, das heute als Weihwasserbehälter dient. Im Schnittpunkt von Quer- und Längsschiff steht der Altar in Tischform.
Die Bronzegussarbeiten in der Pfarrkirche stammen von dem Bildhauer Reinhold Schröder. Die farbigen Fenster wurden 1904 von der Hofglasmalerei Hertel und Lersch in Düsseldorf gefertigt. Des Weiteren besitzt die Kirche zwölf Apostelleuchter. Diese wurden bei der Einweihung der Kirche aufgestellt, nachdem diese zwölf Stellen vom Bischof mit heiligem Öl gesalbt wurden. Die schön gestalteten Beichtstühle aus dem Jahr 1915 stammen vom Bildhauer Bücker aus Rheda. Die Kirchenbänke in der Kirche mit ihren schön verzierten Schnitzwerken stammen vom Holzwickeder Schreinermeister Josef Gösmann. In der Herz-Jesu-Kapelle steht die alte Herz-Jesu-Statue, die vom Bildhauer Anton Rüller aus Münster gefertigt wurde.

## Glocken
Für die Liebfrauenkirche lieferte die renommierte Glockengießerei Otto in Hemelingen in den Jahren 1906 und 1934 jeweils drei Läuteglocken. Sie fielen den Glockenbeschlagnahmen und -vernichtungen der beiden Weltkriege zum Opfer. 1947 erhielt die Kirche vier neue Gussstahlglocken. Die Glocken sind Maria (dis‘), Stephanus (fis‘), Joseph (gis‘) und Aloysius (ais‘) geweiht und in der klanglich schlechten Sekundschlagtonrippe gegossen.

## Renovierungsarbeiten der Kirche
Von 1984 bis 1991 wurde die gesamte Kirche renoviert. Im Jahr 1988 wurde der Turm eingerüstet und restauriert. Dazu wurden neue Sandsteinblöcke eingesetzt, Außenwände wurden sandgestrahlt und neu verfugt. Der Turmhelm wurde mit Kupferblech eingedeckt und die Turmuhren bekamen neue Zifferblätter. Der Dachstuhl des Turmes musste in Stand gesetzt werden, da die Standsicherheit nicht mehr gewährleistet war. 1989 wurden Querhaus, Hauptschiff und Chor restauriert, und das gesamte Kirchendach einschließlich Dachreiter mit Kupferblech eingedeckt, nachdem Kirchendach und Turmhelm zuvor mit echten Schieferplatten eingedeckt waren.
Von Mai bis Oktober 1991 wurde der innere Kirchenraum umfassend renoviert. Am 26. Dezember 1992 ging jedoch von der Weihnachtskrippe ein Brand aus, der eine erneute vollständige Innenrenovierung bis zum Jahre 1993 notwendig machte. Bei dem Brand hatte auch die Orgel Schaden genommen, so dass ein Orgelneubau beschlossen wurde. Die neue Orgel, die am 17. März 1996 geweiht wurde, entstand in der Orgelwerkstatt Siegfried Sauer aus Höxter-Ottbergen.